# Ricco (peintre)
 (octobre 2022).
Pour le coureur cycliste italien, voir Riccardo Riccò.
Erich Wassmer, dit Ricco, né à Allschwil près de Bâle le 13 octobre 1915 et mort le 27 mars 1972 à Ropraz, est un artiste peintre suisse. Les caractéristiques de son travail sont des mondes de rêve dans le style du réalisme magique avec des jeunes hommes minces dans des compositions surréalistes.

## Biographie
Erich Wassmer est né d'un père grand industriel et mécène, dont les amis de la famille étaient le poète Hermann Hesse, le compositeur Othmar Schoeck ou l'artiste peintre Louis Moilliet. Il grandit au château de Bremgarten, près de Berne, ou il passe une enfance de rêve. Ernst Wassmer marque la fin de l'enfance avec un nouveau nom: Ricco. Il étudie la peinture à Munich chez Julius Hüther et à Paris à l'Académie Ranson chez Roger Bissière, ainsi que quelques mois à l'atelier de Cuno Amiet et à l'école de peinture de Max von Mühlenen. Fasciné par la mer, Ricco se fait tatouer une ancre. Dans les années 1948 à 1949, il s'embarque pour Tahiti et s'engage comme matelot sur les mers du Sud, Bombay, Hawaï, et le Japon. De retour en Europe, dans les années 1950, il s'installe au  Château de Bompré, près de Vichy. En 1963, la police française découvre des photos de garçons nus dans son atelier et il est arrêté et mis en prison pour conduite contraire aux bonnes mœurs. Après sa mise en liberté, Ricco s'installe au château de Ropraz où il meurt à l'âge de 56 ans, en 1972, des suites de problèmes pulmonaires.

## Œuvres
- Dîner au château, (1934), collection particulière
- Grotto tessinois, (1936), collection particulière
- Colibri avec portrait de Rimbaud, (1944), collection particulière
- Pereoo Faraoa, (1948), propriétaire inconnu
- Saint-Pourçain, 1951, Collection Manuel Rivera-Ortiz
- Bateau à vendre, (1954), collection particulière
- Nature morte au crayon, (1953), collection particulière
- Le cadre, (1954), collection particulière
- Jean du phare, (1956), collection particulière
- On ne saura jamais, (1960), Musée des Beaux-Arts de Berne
- Les chevaliers, (1965), collection particulière
- Der Gieu u d’iffle, (1966), collection particulière
- Le beau cheval, (1966), Musée des Beaux-Arts de Berne

## Expositions
- 1969 Kunsthalle de Berne
- 1988 Aargauer Kunsthaus
- 2002/2003 Musée des Beaux-Arts de Berne
- 2008 Fondation l'Estrée[2]
- 2009 Musée des Beaux-Arts de Berne[3]

## Sources
- « Ricco (peintre) », sur SIKART Dictionnaire sur l'art en Suisse.
- Catalogue raisonné des œuvres de Ricco (Erich) Wassmer (Musée des Beaux-Arts de Berne)